# Raatosaari (ö i Päijänne-Tavastland, Lahtis, lat 61,52, long 25,70)
Raatosaari är en ö i Finland. Den ligger i sjön Ylä-Vehkajärvi och i kommunen Sysmä i den ekonomiska regionen  Lahtis ekonomiska region  och landskapet Päijänne-Tavastland, i den södra delen av landet, 160 km norr om huvudstaden Helsingfors. Öns area är 0,3 hektar och dess största längd är 110 meter i nord-sydlig riktning.